# Horacio Cartes
Horacio Manuel Cartes Jara (* 5. července 1956 Asunción) je paraguayský politik, podnikatel a v letech 2013-2018 prezident Paraguaye.

## Život
Horacio Cartes je vlastníkem Grupo Cartes, skupina se skládá ze dvou tuctů firem.

## Vyznamenání
- velkokříž s řetězem Řádu Jižního kříže – Brazílie, 2017[1]
- velkokříž s řetězem Řádu prince Jindřicha – Portugalsko, 10. května 2017[2]